# 金莫·林塔宁
金莫·林塔宁（芬蘭語：Kimmo Rintanen，1973年8月7日—），生于劳马，芬兰男子冰球运动员。他曾代表芬兰国家队参加1998年冬季奥林匹克运动会冰球比赛，获得一枚铜牌。